# Topličica (Novi Marof)
Topličica is een plaats in de gemeente Novi Marof in de Kroatische provincie Varaždin. De plaats telt 196 inwoners (2001).